# Joaquín Eduardo Torres
Joaquín Eduardo Torres (Neuquén, 28 de enero de 1997) es un futbolista profesional argentino que juega como extremo derecho. Juega para el Amazonas del Brasileirão Serie B.

## Trayectoria
Comenzó su carrera juvenil con ACDC Patagonia de Neuquén, antes de fichar por Newell's Old Boys en 2010. Su carrera profesional comenzó en el 2015 en Newell's Old Boys de la Primera División Argentina.
Debutó profesionalmente el 29 de marzo de 2015, jugando los últimos doce minutos en la derrota por 2-0 ante Belgrano de la ciudad de Córdoba por el Campeonato de Primera División de 2015. Hizo otras dos apariciones en todas las competiciones durante 2016, pero no tuvo minutos en la temporada 2016-17 en el torneo local. Solo disputó un partido en Copa Argentina. 
En la temporada 2017-18, Torres anotó su primer gol contra Olimpo el 16 de septiembre. El 26 de agosto de 2019, el recién ascendido Volos de la Superliga griega anunció la llegada de Torres.
Anotó cuatro goles en la misma cantidad de juegos para comenzar su carrera en Volos, en particular anotando un doblete sobre Atromitos el 6 de octubre. Torres volvió a marcar el 30 de noviembre durante una derrota a domicilio por 2-1 ante el AEL. Regresó a Newell's en junio de 2020, habiendo jugado veintisiete veces para Volos. El 1 de febrero de 2021, Torres renovó su contrato con Newell's hasta diciembre de 2022. Inmediatamente fue cedido a préstamo a la Major League Soccer con el CF Montréal. El 21 de octubre de 2021, Montreal ejerció su opción para la compra del futbolista.
El 21 de noviembre de 2021 siendo integrante del plantel de CF Montréal obtienen la Copa de Canadá.
El 26 de enero de 2023, Torres fue traspasado a Philadelphia Union a cambio de $500,000 dólares, con la posibilidad de que esa tarifa aumente a $800,000.

## Estadísticas
| Club                              | Div.                | Temporada           | Liga  | Liga  | Copas nacionales | Copas nacionales | Torneos internacionales | Torneos internacionales | Total | Total |
| Club                              | Div.                | Temporada           | Part. | Goles | Part.            | Goles            | Part.                   | Goles                   | Part. | Goles |
| --------------------------------- | ------------------- | ------------------- | ----- | ----- | ---------------- | ---------------- | ----------------------- | ----------------------- | ----- | ----- |
| Newell's Old Boys Argentina       | 1ª                  | 2015                | 1     | 0     | —                | —                | —                       | —                       | 1     | 0     |
| Newell's Old Boys Argentina       | 1ª                  | 2016                | 1     | 0     | 1                | 0                | —                       | —                       | 2     | 0     |
| Newell's Old Boys Argentina       | 1ª                  | 2016-17             | —     | —     | 1                | 0                | —                       | —                       | 1     | 0     |
| Newell's Old Boys Argentina       | 1ª                  | 2017-18             | 27    | 2     | 4                | 2                | 2                       | 0                       | 33    | 4     |
| Newell's Old Boys Argentina       | 1ª                  | 2018-19             | 10    | 0     | 1                | 0                | —                       | —                       | 11    | 0     |
| Newell's Old Boys Argentina       | Total               | Total               | 39    | 2     | 7                | 1                | 2                       | 0                       | 48    | 4     |
| Volos NFC · Grecia                | 1ª                  | 2019-20             | 24    | 5     | 3                | 0                | —                       | —                       | 27    | 5     |
| Volos NFC · Grecia                | Total               | Total               | 24    | 5     | 3                | 0                | 0                       | 0                       | 27    | 5     |
| CF Montréal · Canadá              | 1ª                  | 2021                | 28    | 4     | 1                | 0                | —                       | —                       | 29    | 4     |
| CF Montréal · Canadá              | 1ª                  | 2022                | 28    | 3     | 1                | 0                | 4                       | 0                       | 33    | 3     |
| CF Montréal · Canadá              | Total               | Total               | 56    | 7     | 2                | 0                | 4                       | 0                       | 62    | 7     |
| Philadelphia Union Estados Unidos | 1ª                  | 2023                | 14    | 1     | 1                | 0                | 8                       | 0                       | 23    | 1     |
| Philadelphia Union Estados Unidos | Total               | Total               | 14    | 1     | 1                | 0                | 8                       | 0                       | 23    | 1     |
| Universidad Católica · Chile      | 1.ª                 | 2024                | 13    | 0     | 1                | 0                | 1                       | 0                       | 15    | 0     |
| Universidad Católica · Chile      | Total club          | Total club          | 13    | 0     | 1                | 0                | 1                       | 0                       | 15    | 0     |
| Total en su carrera               | Total en su carrera | Total en su carrera | 146   | 15    | 14               | 2                | 15                      | 0                       | 175   | 17    |
| 1. 2. 3.                          |                     |                     |       |       |                  |                  |                         |                         |       |       |

## Palmarés

### Títulos nacionales
| Título                          | Equipo      | País   | Año  |
| ------------------------------- | ----------- | ------ | ---- |
| Campeonato Canadiense de Fútbol | CF Montréal | Canadá | 2021 |